# Чуйково (Гагарінський район)
Чуйково (рос. Чуйково) — присілок Гагарінського району Смоленської області Росії. Входить до складу Кармановського сільського поселення.
Населення — 90 осіб (2007 рік). 